# Adenia poilanei
Adenia poilanei là một loài thực vật có hoa trong họ Lạc tiên. Loài này được C.Cusset mô tả khoa học đầu tiên năm 1967.